# Henryk Steffens
Henryk Steffens (ur. ok. 1805 w Poznaniu) – niemiecki malarz i litograf.

## Życiorys
Początkowo był malarzem pokojowym i rzemieślnikiem budowlanym. Zdobył stypendium na Akademii Berlińskiej, gdzie studiował od 1828 w pracowni Karla Wilhelma Wacha. Wystawiał w Berlinie swój obraz Wypędzenie z Raju (1832). Malował też portrety czarną kredką. Po pierwszym roku otrzymał srebrny medal swojej uczelni. Po zakończeniu studiów powrócił do Poznania. Pracował tu dla naczelnego prezydenta Jana Baumanna. Po 1848 wykładał rysunek w Szkole Ludwiki. Współpracował z litografami Wiktorem Kurnatowskim i Ludwikiem Sachse w Berlinie. W 1855 nie mieszkał już w Poznaniu.

## Dzieła

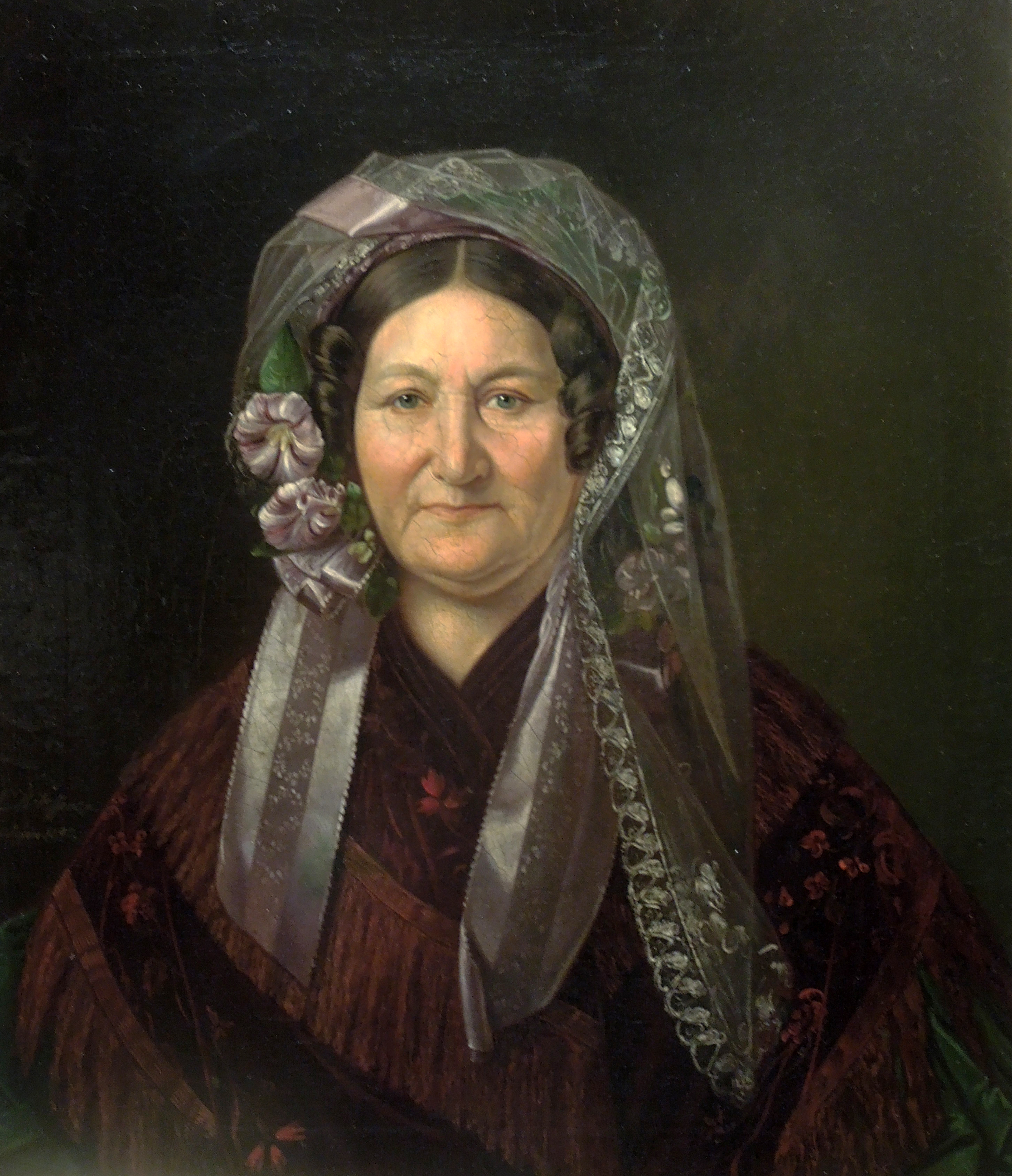
Carl Heinrich Steffens - Portret starszej kobiety

Atanazy Raczyński uważał go za malarza historycznego i portrecistę.
Namalował m.in.:
- portret Stefana Czarnieckiego dla Atanazego Raczyńskiego (Muzeum Narodowe w Poznaniu),
- portret nieznanej damy z 1842 (Muzeum Narodowe w Poznaniu),
- portret (litografia) wiolonczelisty S. Kossowskiego dla Wiktora Kurnatowskiego,
- portrety Stanisława Żółkiewskiego, Wincentego Korwina Gosiewskiego i Jana Amora Tarnowskiego,
- portrety Jana Zamoyskiego, Marcina Dunina dla berlińskiego instytutu litograficznego L. Sachse,
- kopia obrazu Seweryna Mielżyńskiego Wniebowzięcie Najświętszej Maryi Panny z kościoła św. Jakuba Większego Apostoła w Miłosławiu dla instytutu L. Sachse[1],
- liczne portrety mieszczan poznańskich[2].